# تروندهايم
تروندهايم، (بالنرويجية Trondheim)، هي مدينة تقع إدارياً في مقاطعة ترونديلاغ في منطقة ترونديلاغ في النرويج، عدد سكانها حسب إحصائية شهر يناير سنة 2008 يبلغ 186.257 نسمة. بعد مدينة أوسلو وبيرغن هي المدينة الثالثة بكبرها في بلد النرويج تقع على مصب نهر (نيديليف) في تروندهايم فيورد، حوالي السبعين كم من البحر، عدا عن ذلك فتروندهايم هو اسم المجمع السكني الذي يحيط بحدود المدينة وضواحيها.

## التاريخ
منذ ألف عام وما زالت المدينة متدفقة بالحياة ونشاط قوة الشباب، هذا هو فعلا المصطلح الذي يناسب هذا المدينة عند القدوم لزيارتها.
تقع المدينة على شبه جزيرة بين نهر (نيديليف) وفيورد تروندهايم، وهي مركز تجاري كبير منذ أن تأسست المدينة عام 997 م والتقاء تاريخي بين الحضارة والثقافة الأوروبية الذي ينعكس إليك من خلال البنايات الكبيرة والعظيمة مثل كاتيدرائية (نيداروس) أو المستودعات الضخمة على ضفاف نهر (النيد), ممزوجة مع ثقافة وحضارة وتاريخ هذه المدينة التي تسمى اليوم تروندهايم.
في العصور الوسطى كان اسم المدينة نيداروس ومعناه مصب النهر. في أواخر العصور الوسطى تحول الاسم إلى ما معناه مكان التجارة في تروندهايم فاختصر الاسم من ذلك اليوم وصار يلفظ في اللغة الدانماركية إلى تروندهايم.
ولا يزال يوجد تمثال كبير للملك أولاف في السوق في وسط البلد يراقب المدينة التي حملت أسماء عديدة عبر القرون، ولكنها عادت لتتسمى باسم تروندهايم عام 1930 حتى الآن بعد أن رفض المواطنون محاولة لتغيير اسمها إلى «نيداروس».

## الطبيعة
على ارتفاع 63 درجة شمالاً لا يمكنك أن تتوقع رؤية ووجود مكان رائع مع منطقة محاطة بالغابات الشاسعة والسهول الخصبة مع الهضاب والوديان الخلابة المنظر الغنية بالأشجار والتي تمتد من وسط المدينة إلى كثير من الكيلومترات إلى محيطها الجميل. وفيوردها الذي لا يمكن وصف فتنته. المنطقة الخصبة والسهول الفلاحية سببها النوعي الأسمدة المخزونة في بطن الأرض من العصر الجليدي والإقليم المعتدل لطبيعة المنطقة التي كانت سابقا وعرة جدا، وعندما بدأ البشر يسكنون هذه المنطقة وخاصة شبه الجزيرة التي وفرت لهم حماية طبيعية نسبية.

## الفايكينج
في عصر حكم الفايكينج الوثني كان السطو والغزو شيء طبيعي في هذه الأقاليم التي حكموها بسلطة لا مثيل لها، كانت قبائل الفايكينج الأخرى هم الأعداء عدا عن الأعداء الطبيعية مثل الحيوانات البرية في هذه المناطق، وظهر بعض المتظاهرين المزيفين على الذين ادّعوا بأن لهم الحق على وراثة العرش، لكي يتسلطو بصورة قانونية على الحكم في هذه الأقاليم التي تعطيهم الحق للتسلط على حكم كل النرويج. وكان هؤلاء المتظاهرين بإرث العرش المزيفين يقومون من حين لآخر بالهجوم على هذه الأقاليم لأخذ السلطة بالعنوة مع عصابات بعض قبائل الفايكينج الأخرى التي كانت دائما منهكة بندبات معارك أخرى، وعدو آخر يسمى الديانة المسيحية. مصب النهر الجاري في وسط المدينة في الفيورد وشبه الجزيرة التي تقع عليها المدينة مع المرفأ يوفران للمدينة والجالسين على العرش الحماية الطبيعية لمدينة تروندهايم التي كانت مركزا تجاريا مهما منذ أكثر من 1000 سنة.

## تاريخ
أسست مدينة تروندهايم على يد ملك الفايكينج أولاف تريغفاسون الأول في سنة 995 م.
وعند رجوعه إلى النرويج بعد العديد من سنين المنفى. خلال الوقت الذي قضاه في بريطانيا كان قد تحول من الوثنية إلى الديانة المسيحية, وترك بريطانيا إلى النرويج على ظهر سفينة بصحبة بعض الرهبان والقساوسة ورجع إلى تروندهايم مركز السلطة والقوة. لكي يبدأ بإدخال قبائل الفايكينج المنتشرة في النرويج إلى المسيحية.
وقد حوّل مدينة تروندهايم إلى أهم مركز تجاري في المنطقة كلها في سنة 997 م، وقد سقط قتيلا وهو يدافع مسميتا عن العرش في معركة (سفولدير) في عام 1000م.
وبعده اعتلى العرش الملك (أولاف هارالادسون). وقد سقط قتيلا في معركة (ستيكلي ستاد) في سنة 1030م وهولم يحارب لإدخال الناس إلى الديانة المسيحية ولكن وجدت الناس في الديانة المسيحية ديانة الرقي والمحبة والسلام خاصة المحبة مثيل لها جعلت الناس يعتنقون الديانة المسيحية بكل حب وسلام. وقد دخل التاريخ من أبوابه الواسعة لشهرته الكبيرة ودفاعه عن النرويج وحصل على لقب الشهيد وبعدها القديس وحامي النرويج وصار يعرف ولليوم ب(القديس أولاف) وهذا رفع مقام مدينة تروندهايم إلى مكان يحج اليه النرويجيين في الأعياد والمواسم.
وملك آخر أقام في مدينة تروندهايم هو الملك (هارالد الثالث) الذي عرف لاحقا (هارالد هاردرادا). في سنة 1066م أبحر من مدينة تروندهايم على رأس جيوشه في محاولة لاحتلال بريطانيا. وقد سقط قتيلا في معركة (ستامفورد بريدج) وهو معروف في تاريخ بريطانيا العظمى.

## الكنيسة والسلطة
عندما انتقل الملك من مدينة تروندهايم بقيت المدينة مركز السلطة في النرويج في ذلك الوقت. فقد بقيت المدينة مكان مقر الأسقف والمطران الأكبر الذي بنيت سلطته على هالة التقديس التي حصل عليها (القديس أولاف). الكنيسة أخذت تكبر مع الوقت لتصبح كنيسة ذات طابع خاص وسميت بكنيسة (كاتيدرائية نيداروس). هدمت الكاتيدرائية في عام 1328 بعد حريق مدمر وأعيد بنائها. وبعدها تعرضت الكاتيدرائية لعدة حرائق ولكنها لم تكن بالخطيرة ولم تهدم وتخرب كليا. وفي عام 1868 أعادت الحركة الروحية والوطنية للحفاظ على معالم التاريخ والثقافة الدينية ترميم وبناء الكاتيدرائية إلى مجدها الفاخر، وقد دام هذا الترميم مدة أكثر من 100 عام حتى اكتملت. في العصور الوسطى كان الأسقف والمطران الأكبر قد بنى قصراً حجري له بجانب الكاتيدرائية وأقام به. أجزاء من هذا القصر هُدمت في حريق 1983, لكنه رُمّم بعد ذلك. يوجد أيضا كاتيدرائية ليس بعيدا عن كاتيدرائية (نيداروس) وهي كاتيدرائية المدرس التي يرجع تاريخيا إلى حوالي 900 عام.

## التحديث
التحديث البروتيستانتي في عام 1536م, قلل من قيمة مدينة تروندهايم في لمح البصر من مدينة ذات سلطة ومركز قوة تجاري إلى مدينة محلية غير ذات أهمية. بعد حوالي المئة سنة أخذ الكثير من التجار الأجانب في القدوم إلى المدينة مع عائلاتهم الذين وأنشأوا إمبراطوريات تجارية صغيرة في مدينة تروندهايم، وهؤلاء التجار بنوا لأنفسهم خان كبير من خشب متشابك في شكل هندسي خاص على طراز البيوت في هذه المنطقة واسمه (ستيفتس جاردين), وقد حافظ على هندسته النادرة الوجود الأصلية. هذه البناية موجودة للآن وهي تستعمل للإقامة الملوكية.

## حرائق المدينة
على مدار التاريخ تعرضت مدينة تروندهايم إلى حرائق كبيرة وخطيرة، ولأن البنايات كانت تصنع من الأخشاب وأجذعة الشجر فكان من السهل تعرضها للحرائق. الحرائق الكبيرة والمعروفة التي هدمت وخربت المدينة أو أجزاء منها حصلت في السنوات التالية: 1598, 1651, 1681, 1708, 1717, 1742, 1788, 1788, 1841 و 1842. وهذه هي فقط الحرائق الكبيرة والمشهورة. فحريق سنة 1651 هدم 90 بالمئة من أبنية المدينة. حريق سنة 1681 (حريق هورني مانن) هدم المدينة كليٌا وبناية المدينة من جديد مع هندسة حديثة على يدي الجنرال (يوهان كاسبر سيسغنون) لكي تمنع الحرائق من خرابها مرة أخرى.

## تحديث وتكبير المرفأ
في القرن التاسع عشر أصبح مصب النهر في الفيورد صغيرا لحركة النقل البحرية والسفن البخارية الدولية، وذلك أدى إلى ولادة سكة الحديد ونظام القطارات، وتحديث وتكبير المرفأ عن طريق كسب مناطق لتكبير وإنماء المرفأ، وتم بذلك بناء محطة القطارات مع صالات فخمة، وفي نهاية القرن التاسع عشر أخذت المدينة تمتد إلى ما وراء شبه الجزيرة وعبر النهر إلى الشرق، الغرب والجنوب. المناطق المكتسبة والمضمومة لمحيط المدينة المتسع استعملت لبناء بيوت وأماكن سكن حديثة لسكان المدينة التي أخذت تتكاثر وتكبر مع الوقت لتصبح مدينة ذات أهمية تجارية وصناعية وإمكانيات جديدة.
وبالرغم من أن أغلبية أجزاء المرفأ متطورة جدا وبه أقسام للرياضة والاستجمام فقد بُني مرفأ نوادي اليخت في منطقة خارج مرفأ المدينة القديم، هنا يلتقي أعضاء النوادي إسبوعيا لإجراء مسابقات القوارب الشراعية.

## المدينة اليوم
مدينة تروندهايم تقع في وسط النرويج وهي تتغير وتتطور بشكل دائم. تُعرف محلياً ودولياً كمركز تجارة وإدارة تثقيف. (NTNU) الجامعة النرويجية للعلوم والتكنولوجيا, أسست في عام 1759 ويدرس بها أكثر من 25000 (أحصائية 2008) طالب من جميع أنحاء العالم. وهناك أيضا مؤسسات تعليمية عالية أخرى في المدينة. توفر تروندهايم مكان للتطوير الاقتصادي والإدارة، وتوفر إمكانيات كبيرة وعظيمة ولمهن جديدة حديثة.
زوار المدينة سيستمتعون باكتشاف معالم المدينة الجميلة. اكتشاف البلدة القديمة ذات البنايات التاريخية في منطقة (باكك لانديت) أو زيارة مرسى القوارب على طول النهر (نيديليف), أو توقف لرؤية سوق السمك الطازج الذي يجلب يوميا من البحر إلى سوق السمك (رافن كلوا), وإذا تعبت من المشي والتسيح فبإمكان الزائر الجلوس في حدائق المدينة الجميلة والتمتع بمنظر المدينة الرائع مراقبة أهل المدينة من شباب وشيب. كل ذلك ممكن أن تراه في مدينة قديمة قدم التاريخ وحديثة جدا، وجذابة في فصل الشتاء بثلجها ناصع البياض أو في فصل الصيف الذي لا نهاية له إلا ضوء الغسق الذي يمتد إلى طلوع الشمس. وهذه المنطقة المشهورة بأيام الصيف بالأيام المضيئة 24 ساعة في النهار وغير بعيدة عن القطب الشمالي.

## روابط خارجية
- إحصاءات حول المدينة في موقع الإحصاءات النرويجي.
- الموقع الرسمي للمدينة (باللغة النرويجية).
- الدليل السياحي لتروندهايم في Wikivoyage.